# Evangelische Johanneskapelle Ewersbach

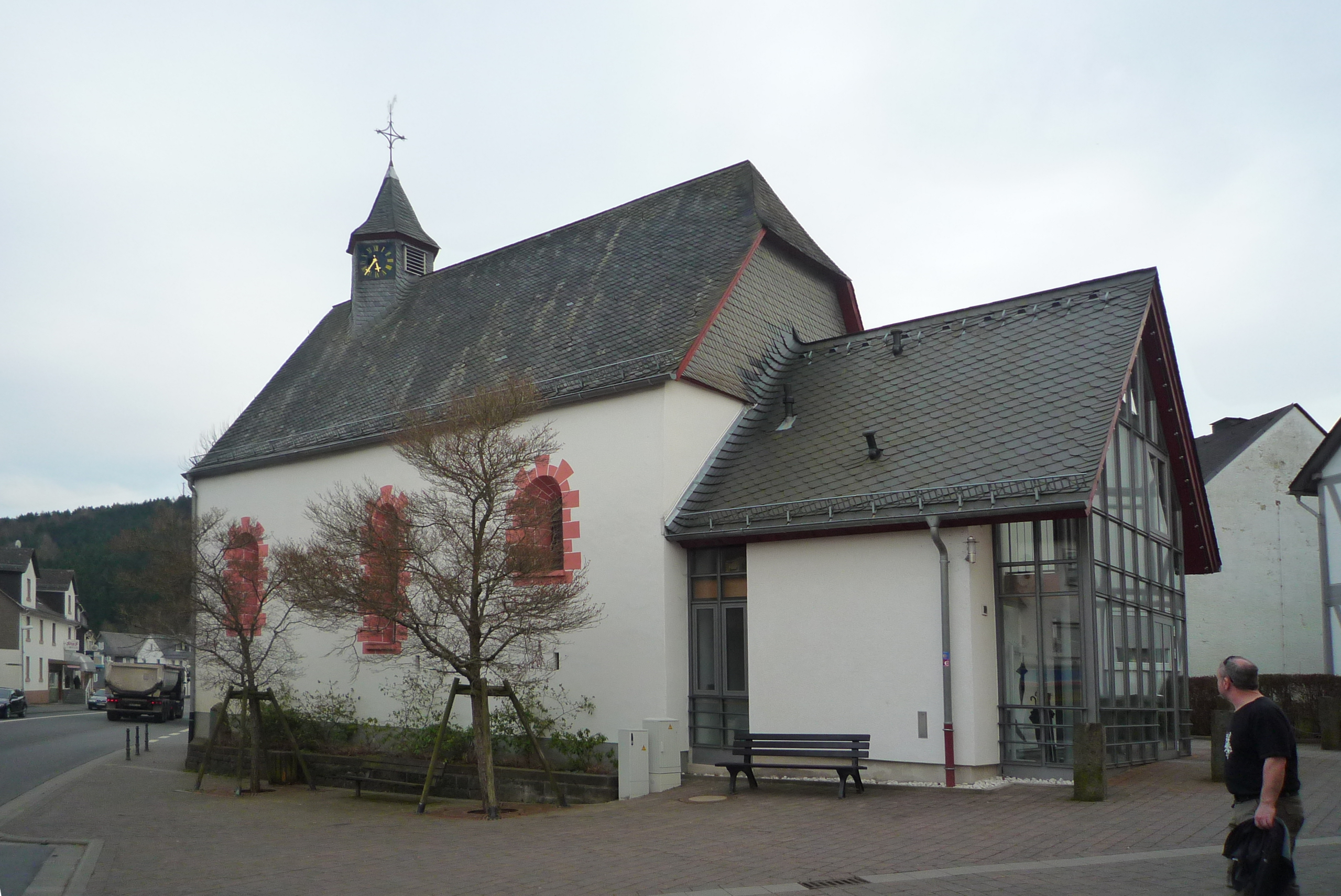
Nordseite der Johanneskapelle

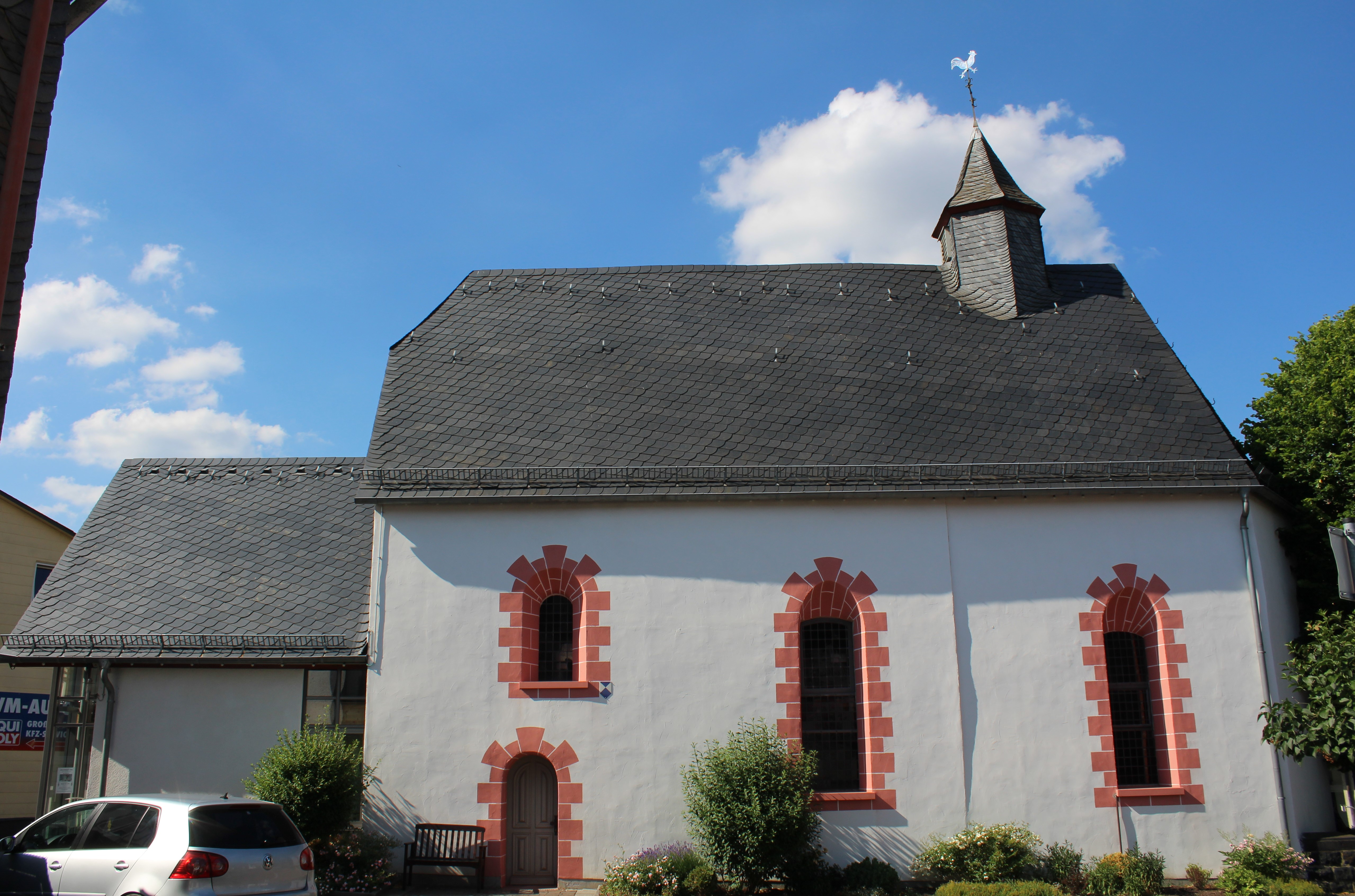
Ansicht von Süden

Die evangelische Johanneskapelle ist ein denkmalgeschütztes Kirchengebäude in Ewersbach, einem Ortsteil der Gemeinde Dietzhölztal im Lahn-Dill-Kreis (Hessen). Unter der Nummer 132497 ist sie in der Liste der Kulturdenkmäler in Dietzhölztal verzeichnet.

## Gebäude
Das Gebäude im Ortsteil Straßebersbach stammt aus dem 13. Jahrhundert. Eine große Umgestaltung fand im 15. Jahrhundert statt. Die Kapelle verfügt über ein Satteldach mit kleinem Dachreiter. Dieses ist im Westen ein Krüppelwalmdach und in östlicher Richtung abgewalmt. Das Innere hat eine dreiseitige Empore, welche aus dem 17. Jahrhundert stammt. Ein Triumphbogen führt zum Chor als flachgedrückter Spitzbogen.
Mit dem Zusammenschluss der Ortsteile 1937 verlor das Gebäude seine Funktion an die Pfarrkirche Ewersbach. Es wurde von 1945 bis 1950 von der katholischen Gemeinde genutzt. Seit 2001 ist die Kapelle im Besitz der Gemeinde Dietzhölztal. Nach einer gründlichen Renovierung wird sie heute für Trauungen und festliche Veranstaltungen genutzt.